# Paradoxa d'Olbers

Animació que mostra l'efecte col·lectiu d'afegir infinites estrelles uniformement distribuïdes. Tot i que cada vegada més petites (més llunyanes), l'efecte global és una iŀluminació total del cel

La paradoxa d'Olbers estableix que són incompatibles l'obscuritat del cel nocturn i l'existència d'un univers infinit i estàtic. En altres paraules, si l'univers fos infinit i no estigués ni en contracció ni en expansió, llavors el cel nocturn hauria d'estar completament il·luminat, sense regions obscures.
Aquesta paradoxa fou descrita al segle XVI per Johannes Kepler, al segle xviii per altres astrònoms com Halley i Cheseaux, i finalment l'any 1823 per l'astrònom alemany Heinrich Wilhelm Olbers. El model de formació de l'univers conegut com a big bang és una possible solució d'aquesta paradoxa.

## Fonaments de la paradoxa
Si l'univers conté un nombre infinit d'estrelles uniformement distribuïdes, llavors qualsevol línia de visió hauria d'acabar en una estrella. En qualsevol direcció de l'espai en què miréssim, hi hauria d'haver una estrella.
És més, en una distribució uniforme, la quantitat de llum col·lectiva rebuda d'un conjunt d'estrelles a certa distància és independent de la distància. Això és degut al fet que l'àrea aparent d'una estrella vista des de la Terra disminuirà segons el quadrat de la distància, però també el nombre d'estrelles esperat augmentarà segons el quadrat de la distància. Per tant, tot punt del cel hauria de ser tan brillant com la superfície d'una estrella.

## Solució segons la teoria del big-bang
Al llarg de la història, s'han suggerit diverses explicacions per a la paradoxa d'Olbers. L'explicació més acceptada en l'actualitat ve donada per l'anomenada teoria del big-bang i es fonamenta en dues idees principals:
1. L'edat de l'univers és finita. L'univers no ha existit sempre, i per tant, tampoc han existit sempre les estrelles que en formen part. Com que la velocitat de la llum és finita, pot ser que la llum d'estrelles molt llunyanes no hagi arribat mai encara a la Terra. Si les estrelles haguessin existit sempre, la seva llum arribaria a la Terra per llunyanes que es trobessin. De fet, com que l'univers s'expandeix en els seus confins a velocitats més grans que les de la llum, el nombre d'estrelles visibles disminuirà amb el temps i el cel tendirà a enfosquir-se.
2. L'univers es troba en expansió. L'expansió de l'univers provoca un desplaçament cap al roig de la llum que rebem. Com a conseqüència, els nivells extrems de radiació del big-bang s'han desplaçat de l'espectre visible a una radiació de microones (la radiació còsmica de fons). Això explica la relativa baixa densitat de llum present en la majoria del cel, tot i la naturalesa extremadament brillant del big-bang. Així mateix, també la llum de les galàxies llunyanes es desplaça al roig, reduint-ne la intensitat.

## Possibles explicacions alternatives
Tot i que en l'actualitat no són considerades vàlides, algunes solucions han estat proposades per resoldre la paradoxa:
1. Absorció de la llum. Una explicació alternativa podria ser que l'univers no és transparent, i que la llum de les estrelles i galàxies llunyanes és bloquejada per matèria situada entremig o absorbida per pols o gas. De tota manera, això no és possible perquè contradiu el segon principi de la termodinàmica, que implica que no hi pot haver un sistema més calent que el seu entorn i que no transfereixi energia. Així doncs, la matèria s'acabaria escalfant i reemetent la radiació rebuda.
2. Edat finita de les estrelles. Les estrelles tenen una edat finita i només poden emetre una quantitat finita d'energia. Per tant, tenen un impacte finit en la quantitat de llum que rebem de l'espai. Malgrat tot, la influència finita d'una estrella donada no implica que el nostre cel hagi de ser necessàriament més fosc. Només aquelles estrelles la llum de les quals arribi a la Terra en un instant donat, contribuiran a la lluminositat en aquell instant. Per tant, l'edat d'una estrella en particular és pràcticament irrellevant.
3. Distribució fractal de les estrelles. Podria ser que les estrelles no estiguessin uniformement distribuïdes, sinó que ho estiguessin en una distribució fractal jeràrquica (com per exemple, la pols de Cantor). Si això fos cert, la densitat mitjana disminuiria a mesura que considerem regions més grans. Aquesta explicació fou proposada per Carl Charlier el 1908, i redescoberta per Benoît Mandelbrot el 1974. Tot i que aquesta explicació resol matemàticament la paradoxa sense necessitat d'una teoria com el big-bang, no es considera vàlida en l'actualitat perquè els estudis a gran escala de la distribució de l'univers no mostren cap distribució fractal.